# 境港站
境港站（日语：／ Sakaiminato eki */?）是位於日本鳥取縣境港市，屬於西日本旅客鐵道（JR西日本）境線的車站本站為境線的終點站，鄰接的境港交流館能與隱岐汽船接駁。車站的外觀則是燈塔造型。
此站東側延伸出來的道路「水木茂路」（水木しげるロード）兩側的人行步道擺放了許多妖怪造型的裝置藝術。而此站也被暱稱為鬼太郎站。

## 車站構造

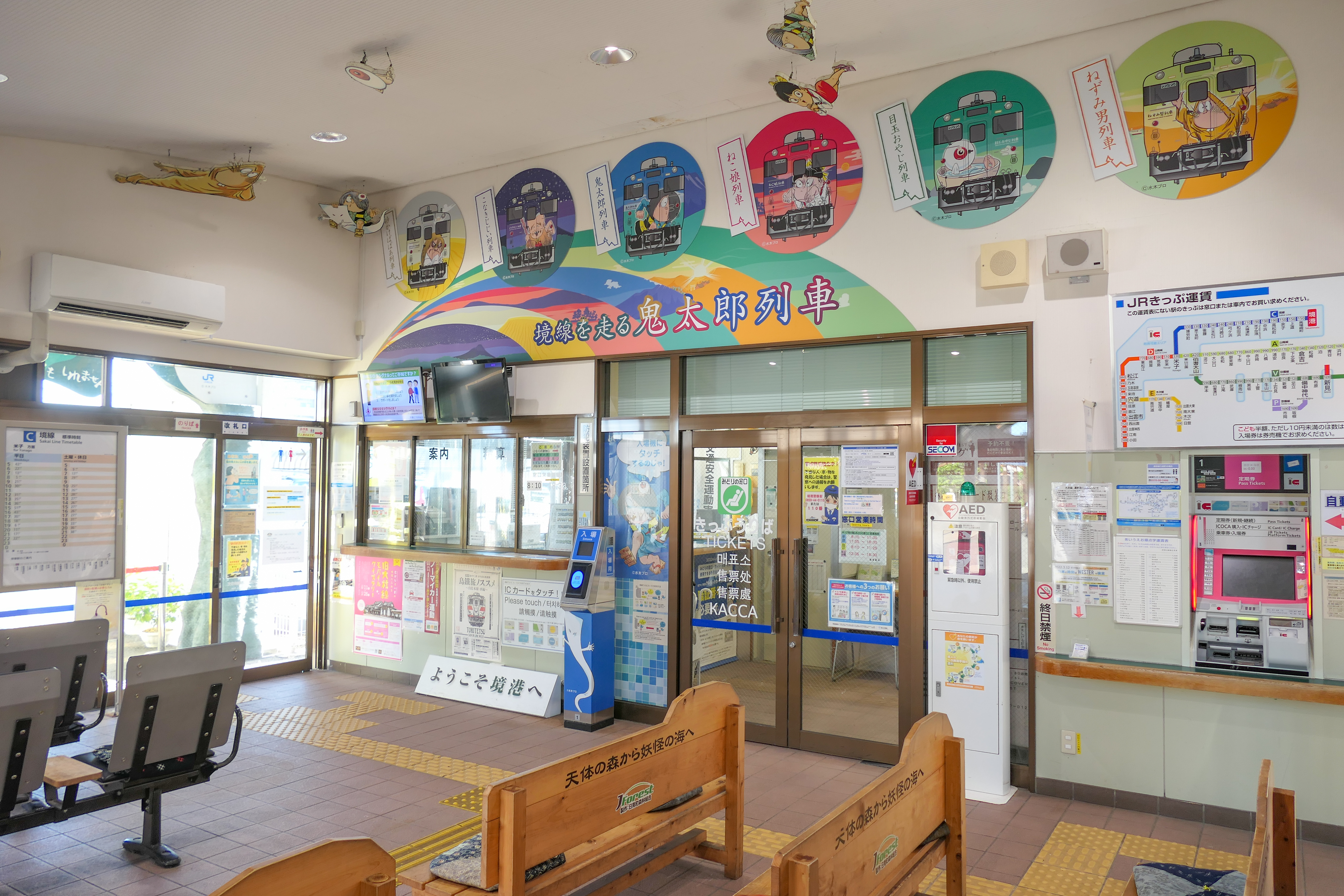
候車室與票口（2022年9月）

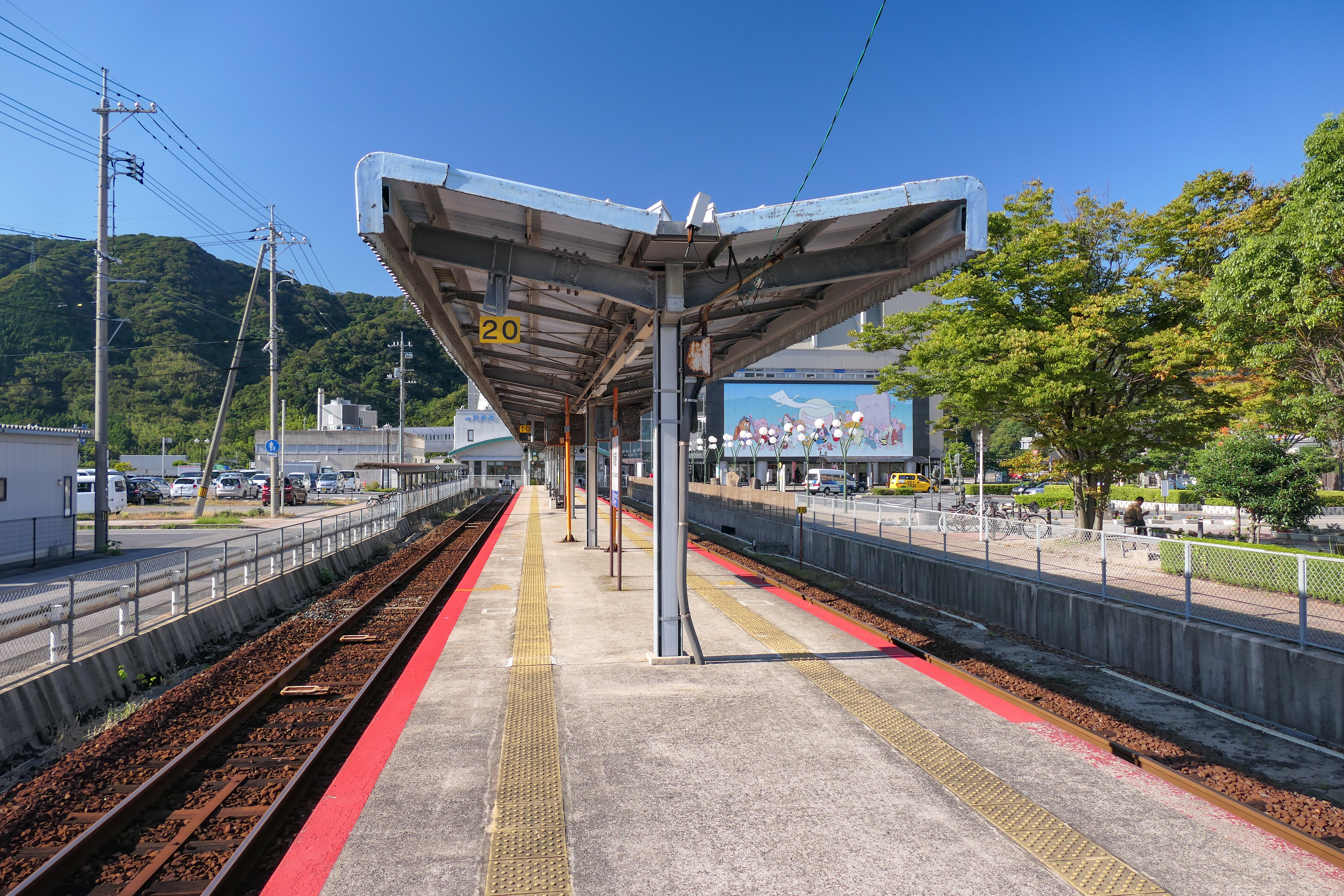
月台（2022年9月）

本站為擁有頭端式1面2線月台的車站。

### 月台配置
| 月台 | 路線 | 目的地   | 備註              |
| ---- | ---- | -------- | ----------------- |
| 1、2 | 境線 | 米子方向 | 通常在1號月台開出 |

設置有綠色窗口。

## 車站週邊
- 境港交流館
  - 隱岐汽船
- 境港警察署境港站前派出所
- 水木路郵局
- 鳥取銀行
- 島根銀行
- 鳥取縣道、島根縣道2號境美保關線
- 鳥取縣道285號米子空港境港停車場線

## 接駁公車

### 隱岐汽船接駁公車
- 一畑公車
- 日之丸自動車

### 一般路線公車
- 境港市通商課 （はまるーぷバス）
- 日之丸自動車
- （八束計程車、中海計程車）

## 歷史
- 1902年11月1日 以境站之名稱開業。
- 1919年7月1日 改名為境港站。

## 相鄰車站
西日本旅客鐵道
 境線
馬場崎町（Kijimuna站）－境港（鬼太郎站）

## 外部連結
- JR西日本（境港站） （页面存档备份，存于）